# Список об'єктів Світової спадщини ЮНЕСКО в Польщі
Список об'єктів Світової спадщини ЮНЕСКО в Польщі станом на 2015 рік налічує 14 найменувань, що приблизно становить 1,35 % загальної кількості об'єктів Світової спадщини у світі (1031 станом на 2015 рік).
Польща ратифікувала Конвенцію ЮНЕСКО про охорону всесвітньої культурної і природної спадщини 29 червня 1976 року, а перші 2 польські пам'ятки — Історичний центр Кракова та Королівські соляні шахти Величка і Бохні — увійшли до переліку Світової спадщини 1978 року під час 2-ї сесії Комітету Світової спадщини ЮНЕСКО. Надалі список об'єктів Світової спадщини ЮНЕСКО в Польщі розширювався у 1979, 1980, 1992, 1997, 1999, 2001, 2003, 2004 та 2013 роках.
З-поміж 14 об'єктів 13 є об'єктами культурного (критерії i-vi) й 1 — природного типу (критерії vii-x). Детальний розподіл об'єктів за критеріями подано в таблиці нижче. Невідповідність кількості об'єктів у таблиці з загальною кількістю об'єктів зумовлена тим, що одна пам'ятка може відповідати кільком критеріям.
| i | ii | iii | iv | v | vi | vii | viii | ix | x |
| - | -- | --- | -- | - | -- | --- | ---- | -- | - |
| 2 | 5  | 4   | 13 | — | 2  | 1   | —    | —  | — |

## Розташування об'єктів
| Історичний центр Кракова Шахта Величка Шахта Бохня Аушвіц Біловезька пуща Історичний центр Варшави Історичний центр Замосця Тевтонський замок Середньовічне місто Торунь Кальварія-Зебжидовська Церква Миру (Явор) Церква Миру (Свідниця) Парк Мужаковський Зала Століття 1 2 3 4 5 6 1 2 3 4 5 6 7 8class=notpageimage\| Об'єкти Світової спадщини на мапі Польщі |

## Список
| №  | Зображення     | Назва | Розташування | Час створення      | Рік внесення до списку                             | №                                                  | Критерії    |
| -- | -------------- | --- | --- | ------------------ | -------------------------------------------------- | -------------------------------------------------- | ----------- |
| 1  |                | Історичний центр Кракова (пол. Stare Miasto w Krakowie) | місто Краків | XIV—XIX століття   | 1978 (незначні зміни 2010)                         | 29 [Архівовано 11 липня 2017 у Wayback Machine.]   | iv          |
| 2  |                | Королівські соляні шахти Величка і Бохні (пол. Królewskie Kopalnie Soli w Wieliczce i Bochni) | місто Величка | XIII—XX століття   | 1978 (незначні зміни 2008; розширено 2008 та 2013) | 32 [Архівовано 13 липня 2017 у Wayback Machine.]   | iv          |
| 2  | місто Бохня    | Королівські соляні шахти Величка і Бохні (пол. Królewskie Kopalnie Soli w Wieliczce i Bochni) | | XIII—XX століття   | 1978 (незначні зміни 2008; розширено 2008 та 2013) | 32 [Архівовано 13 липня 2017 у Wayback Machine.]   | iv          |
| 3  |                | Аушвіц-Біркенау Нацистський концентраційний та винищувальний табір (1940–1945) (нім. Konzentrationslager Auschwitz-Birkenau) | місто Освенцім | 1940–1945          | 1979                                               | 31 [Архівовано 11 липня 2017 у Wayback Machine.]   | vi          |
| 4  |                | Біловезька Пуща (англ. Białowieża Forest) | Польща (спільно з Білоруссю ) | —                  | 1979 (розширено в 1992 тв 2014 роках)              | 33                                                 | ix, x       |
| 5  |                | Історичний центр Варшави (пол. Stare Miasto w Warszawie) | місто Варшава | XIII—XX століття   | 1980 (незначні зміни 2014)                         | 30 [Архівовано 1 травня 2013 у WebCite]            | ii, vi      |
| 6  |                | Старе місто Замостя (пол. Osiedle Stare Miasto w Zamościu) | місто Замостя | XV—XVII століття   | 1992                                               | 564 [Архівовано 11 липня 2017 у Wayback Machine.]  | iv          |
| 7  |                | Середньовічне місто Торуня (пол. Zespół staromiejski Torunia) | місто Торунь | XIV—XV століття    | 1997                                               | 835 [Архівовано 19 січня 2017 у Wayback Machine.]  | ii, iv      |
| 8  |                | Замок Тевтонського ордену в місті Мальборк (пол. Zamek krzyżacki w Malborku) | місто Мальборк | XIII—XIV століття  | 1997                                               | 847 [Архівовано 11 липня 2017 у Wayback Machine.]  | ii, iii, iv |
| 9  |                | Кальварія-Зебжидовська: монастирський архітектурно-парковий комплекс у стилі маньєризму (пол. Sanktuarium pasyjno-maryjne w Kalwarii Zebrzydowskiej) | місто Кальварія-Зебжидовська | XVII століття      | 1999                                               | 905 [Архівовано 11 липня 2017 у Wayback Machine.]  | ii, iv      |
| 10 |                | Церкви Миру в містах Явор і Свідниця (пол. Kościoły Pokoju w Jaworze i w Świdnicy) | місто Явор | XVII століття      | 2001                                               | 1054 [Архівовано 11 липня 2017 у Wayback Machine.] | iii, iv, vi |
| 10 | місто Свідниця | Церкви Миру в містах Явор і Свідниця (пол. Kościoły Pokoju w Jaworze i w Świdnicy) | | XVII століття      | 2001                                               | 1054 [Архівовано 11 липня 2017 у Wayback Machine.] | iii, iv, vi |
| 11 |                | Церква Архангела Михаїла (пол. Kościół św. Michała Archanioła w Binarowej) | село Бінарова | XV—XVI століття    | 2003                                               | 1053 [Архівовано 11 липня 2017 у Wayback Machine.] | iii, iv     |
| 11 |                | Церква всіх Святих (пол. Kościół Wszystkich Świętych w Bliznem) | село Блізне | XV—XVIII століття  | 2003                                               | 1053 [Архівовано 11 липня 2017 у Wayback Machine.] | iii, iv     |
| 11 |                | Церква Архангела Михаїла (пол. Kościół św. Michała Archanioła w Dębnie) | село Дембно | XV—XVI століття    | 2003                                               | 1053 [Архівовано 11 липня 2017 у Wayback Machine.] | iii, iv     |
| 11 |                | Церква Успіння пресвятої Діви Марії (пол. Kościół Wniebowzięcia Najświętszej Maryi Panny w Haczowie) | село Гачув | XIV—XVIII століття | 2003                                               | 1053 [Архівовано 11 липня 2017 у Wayback Machine.] | iii, iv     |
| 11 |                | Церква святого Леонарда (пол. Kościół św. Leonarda w Lipnicy Murowanej) | село Ліпниця Мурована | XV—XVI століття    | 2003                                               | 1053 [Архівовано 11 липня 2017 у Wayback Machine.] | iii, iv     |
| 11 |                | Церква святих Пилипа та Якова (пол. Kościół św. Filipa i św. Jakuba w Sękowej) | село Сенкова | XVI—XVIII століття | 2003                                               | 1053 [Архівовано 11 липня 2017 у Wayback Machine.] | iii, iv     |
| 12 |                | Парк Мускау/Парк Музаковскі (нім. Fürst-Pückler-Park Bad Muskau, пол. Park Mużakowski) | місто Ленкниця спільно з Німеччиною | XIX століття       | 2004                                               | 1127 [Архівовано 11 липня 2017 у Wayback Machine.] | i, iv       |
| 13 |                | Зала Століття у Вроцлаві (пол. Hala Stulecia we Wrocławiu) | місто Вроцлав | 1911–1913          | 2006                                               | 1165 [Архівовано 11 липня 2017 у Wayback Machine.] | i, ii, iv   |
| 14 |                | Букові праліси Карпат та інших регіонів Європи (англ. Ancient and Primeval Beech Forests of the Carpathians and Other Regions of Europe) * Прикордонний хребет і долина річки Горна Солінка (Бещади) * Полонина Ветлинська і Смерек (Бещади) * Долина струмка Теребовець (Бещади) * Долина струмка Волосатка (Бещади) | Польща (спільно з Австрією , Албанією , Бельгією , Болгарією , Боснією і Герцеговиною , Іспанією , Італією , Німеччиною , Північною Македонією , Румунією , Словаччиною , Словенією , Україною , Францією , Хорватією , Чехією , Швейцарією ) | —                  | 2007 (розширено у 2011, 2017 та 2021 роках)        | 1133                                               | ix          |
| 15 |                | Церква Архангела Михаїла (пол. Cerkiew św. Michała Archanioła w Brunarach) | Малопольске воєводство село Брунари | XVIII—XIX століття | 2013                                               | 1424 [Архівовано 11 липня 2017 у Wayback Machine.] | iii, iv     |
| 15 |                | Церква святої Параскеви (пол. Cerkiew św. Paraskewy w Kwiatoniu) | Малопольске воєводство село Квятонь | XVII століття      | 2013                                               | 1424 [Архівовано 11 липня 2017 у Wayback Machine.] | iii, iv     |
| 15 |                | Церква Покрова Пресвятої Богородиці (пол. Cerkiew Opieki Matki Bożej w Owczarach) | Малопольске воєводство село Овчари | XVII—ХХ століття   | 2013                                               | 1424 [Архівовано 11 липня 2017 у Wayback Machine.] | iii, iv     |
| 15 |                | Церква святого Якова (пол. Cerkiew św. Jakuba w Powroźniku) | Малопольске воєводство село Поворозник | XVII—XIX століття  | 2013                                               | 1424 [Архівовано 11 липня 2017 у Wayback Machine.] | iii, iv     |
| 15 |                | Церква святої Параскеви (пол. Cerkiew św. Paraskewy w Radrużu) | Підкарпатське воєводство село Радруж | XVII століття      | 2013                                               | 1424 [Архівовано 11 липня 2017 у Wayback Machine.] | iii, iv     |
| 15 |                | Церква Архангела Михаїла (пол. Cerkiew św. Michała Archanioła w Smolniku) | Підкарпатське воєводство село Смільник |                    | 2013                                               | 1424 [Архівовано 11 липня 2017 у Wayback Machine.] | iii, iv     |
| 15 |                | Церква Архангела Михаїла (пол. Cerkiew św. Michała Archanioła w Turzańsku) | Підкарпатське воєводство село Туринське | ХІХ—ХХ століття    | 2013                                               | 1424 [Архівовано 11 липня 2017 у Wayback Machine.] | iii, iv     |
| 15 |                | Церква Різдва Пресвятої Богородиці (пол. Cerkiew Narodzenia Przenajświętszej Bogurodzicy w Chotyńcu) | Підкарпатське воєводство село Хотинець | XVII—ХХ століття   | 2013                                               | 1424 [Архівовано 11 липня 2017 у Wayback Machine.] | iii, iv     |